# ساکای دایزن
ساکای دایزن (به ژاپنی: 坂井大膳)؛ (زمان تولد و مرگ نامشخص)، سامورایی و یکی از ملازمان ارباب قلعه کیوسو، معاون فرماندار ولایت اُواری بنام اودا نوبوتومو در دوره سنگوکو بود.